# Internationales Filmfestival Shanghai

Logo des Festivals – 上海国际电影节

Das Internationale Filmfestival Shanghai (chinesisch 上海國際電影節 / 上海国际电影节, Pinyin Shànghǎi guójì diànyǐngjié), auch als Shanghai International Film Festival (SIFF) bekannt, zählt zu den größten internationalen Filmfestivals der Welt.
Das Festival wurde 1993 in Shanghai gegründet. Bereits das erste Festival hatte 300.000 Zuschauer, darunter 200 Journalisten. 167 Filme aus 33 Ländern liefen im Wettbewerb und in der Panorama-Sektion. Nicht zuletzt aufgrund der Größenordnung dieses Programms wurde das Shanghai International Film Festival noch im selben Jahr vom Filmproduzentenverband FIAPF als Festival mit internationalem Wettbewerb akkreditiert und zählt damit zu den Festivals der A-Kategorie. Formal ist es damit den Großfestivals in Cannes, Venedig und Berlin gleichgestellt, zählt unter den A-Festivals aber zu den kleineren und verhältnismäßig jungen Veranstaltungen. Es fand bis 2001 jedes zweite Jahr statt, seitdem jährlich im Juni. 2003 fiel das Festival wegen der SARS-Pandemie aus.
Das Festival gliedert sich in vier Hauptteile:
- internationaler Wettbewerb mit dem „Goldenen Pokal“ (金爵獎 / 金爵奖,  Jīnjué jiǎng, englisch Golden Goblet) in mehreren Kategorien
- internationales Panorama
- filmakademisches Seminar
- internationaler Filmmarkt

## Preisträger des Goldenen Pokals als „bester Film“
| Jahr | Film                                  | Regisseur                          | Land                     |
| ---- | ------------------------------------- | ---------------------------------- | ------------------------ |
| 1993 | Wuyande Shanqiu                       | Wang T’ung                         | Taiwan                   |
| 1995 | Broken Silence                        | Wolfgang Panzer                    | Schweiz                  |
| 1997 | The Woodlanders                       | Phil Agland                        | Großbritannien           |
| 1999 | Propaganda                            | Sinan Çetin                        | Türkei                   |
| 2001 | Startup (Antitrust)                   | Peter Howitt                       | USA                      |
| 2002 | Life Show (生活秀)                    | Huo Jianqi                         | China                    |
| 2002 | Ein Rattendasein (Съдбата като плъх)  | Iwan Pawlow                        | Bulgarien/Nordmazedonien |
| 2004 | Tradition of Lover Killing            | Khosro Masumi                      | Iran                     |
| 2005 | Village Photobook (村の写真集)        | Mitsuhiro Mihara                   | Japan                    |
| 2006 | Vier Minuten                          | Chris Kraus                        | Deutschland              |
| 2007 | Frei nach Plan                        | Franziska Meletzky                 | Deutschland              |
| 2008 | Mucha (Муха)                          | Wladimir Kott                      | Russland                 |
| 2009 | Original                              | Alexander Brøndsted Antonio Tublén | Schweden/Dänemark        |
| 2010 | Baciami ancora                        | Gabriele Muccino                   | Italien                  |
| 2011 | Hayde Bre                             | Orhan Oğuz                         | Türkei                   |
| 2012 | The Bear (Khers)                      | Khosro Masumi                      | Iran                     |
| 2013 | The Major (Майор)                     | Juri Bykow                         | Russland                 |
| 2014 | Little England ()                     | Pantelis Voulgaris                 | Griechenland             |
| 2015 | The Night Watchman (Jamais de la vie) | Pierre Jolivet                     | Frankreich/Belgien       |
| 2016 | De Lan                                | Liu Jie                            | China                    |
| 2017 | Pedicab                               | Paolo Villaluna                    | Philippinen              |
| 2018 | Out of Paradise                       | Batbayar Chogsom                   | Schweiz / Mongolei       |
| 2019 | Castle of Dreams                      | Reza Mirkarimi                     | Iran                     |
| 2020 | Leben im Fuchun-Gebirge               | Gu Xiaogang                        | China                    |
| 2021 | Manchurian Tiger                      | Geng Jun                           | China                    |
| 2023 | 658km, Yôko no tabi                   | Kazuyoshi Kumakiri                 | Japan                    |
| 2024 | The Divorce                           | Daniyar Salamat                    | Kasachstan               |
| 2025 | Black Red Yellow                      | Aktan Abdykalykow                  | Kirgisistan              |